# Marcel Albert
Pour les articles homonymes, voir Albert.
Marcel Albert, né le 25 novembre 1917 à Paris et mort le 23 août 2010 à Harlingen (Texas), est un aviateur français de la Seconde Guerre mondiale. Avec 23 victoires homologuées, Marcel Albert est le second as des Forces aériennes françaises libres, juste derrière Pierre Clostermann, et le premier du Régiment de chasse 2/30 Normandie - Niémen avec 23 victoires confirmées sur le front de l'Est.

## Biographie

### Jeunesse
Marcel Albert est né à Paris le 25 novembre 1917, alors que son père était mobilisé comme simple soldat et se trouvait au front. Louis Marcel Albert est gazé à l'ypérite, légèrement blessé et capturé par les Allemands. Il parvient à s'échapper du camp de prisonniers de guerre en traversant à la nage le Rhin glacé. Après la guerre, il devient propriétaire d'un garage automobile. Le jeune Marcel y passe tout son temps libre, chouchouté par les mécaniciens. Sa santé se dégradant, Louis Marcel Albert doit vendre son garage et achète une ferme à la campagne, à Paray-Vieille-Poste, au bord de l'aérodrome d'Orly. De là naît la passion du jeune Marcel pour l'aviation. À leur tour, les mécaniciens aéronautiques l'accueillent parmi eux. Durant toute sa vie, Marcel Albert sera plus à l'aise au milieu des ouvriers et des sous-officiers mécaniciens que parmi ses homologues, les officiers pilotes, et les gens du beau monde. Louis Marcel Albert finit par mourir de ses problèmes pulmonaires à l'été 1935. Le jeune Marcel, très affecté par cette perte, doit cesser ses études et trouver un travail pour faire vivre sa famille. Il entre le 11 février 1936 aux usines Renault à Boulogne-Billancourt comme ouvrier métallurgiste. Il est remarqué par Louis Renault. Il n'en poursuit pas moins ses études secondaires, grâce à une bourse de l’État (il est devenu pupille de la Nation en janvier 1936 après la mort de son père). En mai 1936, le gouvernement du Front populaire arrive au pouvoir et créée les Sections d'Aviation Populaire (S.A.P) pour démocratiser ce loisir. Cela permet à Marcel de passer ses deux premiers brevets de pilote, en 1936 et 1937.

### Débuts dans l'armée de l'air
En 1938, il entre à l'école d'Istres et obtient son brevet de pilote militaire en juillet 1938. Nommé caporal le 10 août 1938 et caporal-chef en novembre, et sergent le 13 mars 1939, il est affecté en juillet 1939 à la 1re escadre de chasse, mais lorsque la guerre éclate en septembre 1939, il est muté au Centre d'Instruction de la Chasse (C.I.C.) sur la future base Aérienne 122 Chartres-Champhol en tant qu'instructeur. Cette situation ne lui convient guère et il se débat pour revenir dans une unité combattante. Il obtient satisfaction en février 1940 et il rejoint la 2e escadrille du groupe de chasse 1/3 à Cannes. Cette unité est en cours de transformation sur le meilleur chasseur français du moment : le Dewoitine D.520, le rêve de tous les pilotes de chasse français de l'époque. Avec ce groupe, Marcel Albert effectue une trentaine de missions de mai à juin 1940, pendant la campagne de France. Il revendique ses deux premières victoires : une confirmée sur un Dornier 17, le 14 mai, et une autre probable mais non homologuée, sur un Heinkel 111 le 20 mai.

### Armée de l'air de Vichy
Son escadrille se replie en Afrique du nord, le 18 juin, pour éviter la capture par les Allemands. L’amertume des pilotes français est grande et les nerfs ont été mis à rude épreuve par la présence incessante qu’ils ont dû assurer en première ligne. Les hommes comprennent mal pourquoi l'armée de l'Air est accusée d’une grande partie de la responsabilité de la défaite. ils ne savent pas pourquoi des centaines d’avions neufs sont restés au sol, dans des dépôts, alors que les unités opérationnelles manquaient cruellement de matériel. Pour Albert, une longue période d’inactivité commence.
Le 14 octobre 1941, Albert décide de passer en « dissidence » avec deux autres camarades, les sergents Lefèvre et Durand, et de rejoindre la France libre. À 9 h 30, ce jour-là, les Dewoitine du 1/3 décollent de la base d'Oran la Sénia pour un exercice d’entraînement. Dix minutes plus tard, Durand signale que son moteur tourne trop vite et qu’il rentre au terrain. Il s’esquive et met le cap sur Gibraltar. Lefèvre l’imite quelques instants plus tard sans que personne s’en aperçoive. Albert, lui, abandonne son équipier, avec qui il remplissait la fonction de plastron, et rejoint les deux autres évadés. Les trois hommes atteignent Gibraltar. Mais Lefèvre se pose par erreur en territoire espagnol, et c’est sous le feu des soldats franquistes qu’il doit redécoller pour atterrir du côté britannique. Après cette équipée peu banale, Albert, Durand et Lefèvre embarquent pour l’Angleterre sur un aviso des Forces navales françaises libres, le Commandant Duboc.

### Royal Air Force
Avant de subir un entraînement intensif dans un Operational Training Unit (O.T.U.), à Camberley, ils rencontrent le général de Gaulle. Au terme de ce séjour obligatoire dans une unité d'entraînement de la Royal Air Force, Albert est nommé sergent-chef, et rejoint en décembre 1941 le groupe de chasse Île-de-France (Squadron 340), qui fait partie des Forces aériennes françaises libres et comprend un nombre à peu près égal de pilotes de l’Aéronavale et de l’armée de l’Air. Sur son Supermarine Spitfire, Albert effectue 48 missions de guerre au-dessus de la France. Le ler mars 1942, il apprend sa nomination au grade d’aspirant.

### Normandie-Niemen
Le général de Gaulle a décidé d'envoyer un groupe de chasse français sur le front russe, et Albert se porte volontaire. Il part, mêlé à des pilotes français de diverses unités, pour Greenock, en Écosse. De là, il rejoint Lagos au Nigeria par bateau. C’est ensuite la traversée d’une partie du continent africain par la voie des airs, jusqu’au Caire. Enfin, le 7 octobre il parvient à Rayak, au Liban, où vient de se former le groupe de chasse Normandie, destiné à aller combattre au côté des Soviétiques. Albert rencontre les figures les plus marquantes de ce groupe : le commandant Tulasne, le capitaine Littolf...
Le départ pour l’Union soviétique a lieu le 12 novembre. Après un séjour à Téhéran, Albert arrive avec ses compagnons à Ivanovo, agglomération située à 250 kilomètres de Moscou. Les Français se familiarisent alors avec le matériel soviétique - en particulier avec le chasseur Yak-7 qu’il faut apprendre à faire voler par tous les temps, même quand il neige. Certes, ils « cassent du bois », mais les Russes se montrent tolérants. Albert est promu au grade de sous-lieutenant le 15 décembre 1942. Le 20 janvier 1943 arrivent les premiers chasseurs Yak-1.

### Première campagne
Le groupe Normandie arrive sur le front le 22 mars 1943, à Polotniani-Zavod. Ses missions consistent en des escortes de bombardiers. Le 5 avril, Albert doit faire un atterrissage forcé, son Yak ayant des ennuis de moteur. Le 2 juin, le Normandie est à Khationki, à quelques kilomètres des premières lignes. Peu après, Albert abat son premier avion allemand en Russie, victoire qui compte également comme la deuxième victoire du groupe Normandie. C’est le 16 juin, au cours d’un vol de surveillance avec le capitaine Preziosi, près d’une petite station de chemin de fer portant le nom de Soukinovichi, qu’il remporte cette victoire. Apercevant un Focke-Wulf 189, avion de reconnaissance bipoutre, Albert en avertit Preziozi et les deux hommes jettent leurs Yak contre l’intrus. L’Allemand effectue un brusque retournement et frôle à les toucher les deux Français, mais il est déjà frappé à mort : la pointe de sa cabine centrale est disloquée, l’un de ses moteurs flambe et de nombreux impacts sont visibles. Les Français suivent quelque temps leur victime puis l’abandonnent. Le soir, les Russes annoncent que l’avion s’est écrasé près de Brousnamekovaïa.
Le 5 juillet, le Normandie reçoit ses premiers Yak-9, bien supérieurs aux Yak 1 utilisés jusque-là. Le 11 juillet, le Normandie est mis en alerte pour participer à la bataille d'Orel. Ce grand affrontement va amener de nombreuses victoires, mais aussi des pertes très sévères. Le 14 juillet 1943, Albert inscrit à son palmarès sa deuxième victoire en URSS. En patrouille avec Pouyade, Béguin, Preziosi et Tedesco, il rencontre trois Messerschmitt Bf 110. Il descend deux d’entre eux, mais le lieutenant Jean de Tedesco disparaît dans la mêlée. En cinq jours, Albert abat quatre avions allemands. Le 17 juillet, le commandant Tulasne est porté disparu. À la suite de la disparition du lieutenant Léon, le 4 septembre 1943, Albert prend le commandement de la 1re escadrille et est nommé lieutenant. Le 22 septembre, le Normandie compte 68 victoires homologuées, mais le groupe est exsangue : ses pilotes sont épuisés physiquement et nerveusement. Le groupe est retiré du front, le 22 octobre, et le 6 novembre prend ses quartiers d'hiver à Toula, où il est recomplété par des renforts, devenant un régiment à quatre escadrilles. Albert est l’un des derniers survivants des Français arrivés en 1942. Il en est alors à sa 15e victoire.

### Seconde campagne
Le 25 mai 1944, le groupe Normandie revient en première ligne, à Doubrovska, et reprend sa place dans une division aérienne soviétique. Il prend part à la campagne d’été. En août, les Français reçoivent des Yak-3 qui imposent le respect aux Messerschmitt Bf 109 et Focke-Wulf Fw 190. Le 16 octobre débute la grande offensive soviétique en Prusse-Orientale, au cours de laquelle le Normandie effectue 100 sorties en trois jours. Albert remporte 6 nouvelles victoires. Mais les pertes sont lourdes et le 18 octobre il ne reste plus qu'un seul Yak disponible à la 3e escadrille.
Le 28 novembre 1944, le groupe Normandie prend son nom définitif de « Normandie-Niemen ». Un mois plus tard, passé capitaine, Albert reçoit l’étoile d’or de « Héros de l'Union soviétique », la plus haute récompense de l'Union soviétique.

### Retour en France et après-guerre
Le 23 décembre 1944, il part en permission pour la France avec quelques anciens du groupe. Quand il rentre, c’est pratiquement pour apprendre la fin de la guerre. Il retrouve Paris le 20 juin 1945, quand les quarante-deux avions du régiment Normandie atterrissent sur la piste du Bourget, où ils reçoivent un accueil triomphal. Dès la fin des cérémonies, Marcel Albert est hospitalisé pour une fièvre typhoïde. Il restera un mois et demi hospitalisé et ne rejoindra son unité qu'en août.
En octobre 1945, Marcel Albert est affecté à l'inspection générale de l'armée de l'air, mais il demande à être muté au Centre d'essais en vol de Brétigny-sur-Orge (C.E.V.), où il arrive le 1er mai 1946. À deux reprises, le 6 août puis le 6 septembre, il décolle d'Orange mais son avion prend feu. Il est persuadé qu'il s'agit d'un sabotage.
En février 1947, Albert est muté comme attaché militaire à l'ambassade de France de Prague en Tchécoslovaquie. Il est promu commandant « à titre temporaire ». Il y rencontre Freda Cantrell, une citoyenne américaine travaillant à l'ambassade des États-Unis. Détestant les mondanités et mal à l'aise en société, Albert ne parvient pas à s'adapter à son nouveau poste, et quitte l'armée de l'air en septembre 1948. Il épouse Freda Cantrell à New York et s'installe aux États-Unis, où il crée une chaîne de cafeterias, puis une entreprise fabricant des gobelets en carton, qu'il lance dans la fabrication de gobelets en plastique, avec un certain succès. En 1966, il est élu « manager de l'année » pour les PME. À la fin des années 1970, il s'installe à Chipley, en Floride, avec son épouse Freda. Celle-ci meurt le 29 janvier 2009. Âgé de 92 ans, Marcel Albert meurt le 23 août 2010 dans une maison de retraite, à Harlingen (Texas).

## Liste des victoires homologuées de Marcel Albert
| Date       | Appareil(s) abattu(s) |
| ---------- | --------------------- |
| 14/05/1940 | Dornier 17            |

| Date       | Appareil(s) abattu(s) |
| ---------- | --------------------- |
| 16/06/1943 | Focke-Wulf 189        |
| 14/07/1943 | Messerschmitt Bf 110  |
| 17/07/1943 | Focke-Wulf 190        |
| 17/07/1943 | Focke-Wulf 190        |
| 19/07/1943 | Junkers Ju 88         |
| 31/08/1943 | Junkers Ju 87         |
| 01/09/1943 | Focke-Wulf 190        |
| 17/09/1943 | Focke-Wulf 190        |
| 22/09/1943 | Focke-Wulf 190        |
| 04/10/1943 | Henschel Hs 126       |
| 12/10/1943 | Focke-Wulf 190        |
| 15/10/1943 | Junkers Ju 88         |
| 15/10/1943 | Focke-Wulf 190        |
| 15/10/1943 | Focke-Wulf 190        |
| 16/10/1944 | Junkers Ju 87         |
| 16/10/1944 | Junkers Ju 87         |
| 16/10/1944 | Focke-Wulf 190        |
| 18/10/1944 | Henschel Hs 129       |
| 18/10/1944 | Focke-Wulf 190        |
| 18/10/1944 | Focke-Wulf 190        |
| 23/10/1944 | Messerschmitt Bf 109  |
| 26/10/1944 | Messerschmitt Bf 109  |

## Décorations

### France
- Grand-croix de la Légion d'honneur (le 12 avril 2010).
- Compagnon de la Libération par décret du 11 Avril 1944[4]
- Croix de guerre 1939–1945 avec 15 palmes et 3 étoiles de vermeil

 Médaille de la Résistance française, avec rosette par décret du 31 mars 1947

### URSS
- Héros de l'Union soviétique
- Ordre de Lénine
- Ordre du Drapeau rouge
- Ordre de la Guerre patriotique 1re classe

### Tchécoslovaquie
- Croix de guerre 1939-1945

## Anecdotes
De caractère gouailleur, Marcel Albert avait donné un surnom à tous les pilotes du Normandie-Niémen. Sa principale source d'inspiration était son camarade Roland de La Poype, qu'il surnommait alternativement "Le marquis", "Le vicomte", "Pluto", "Pohype", "Polype" et, quand son camarade jouait de malchance, "La Poisse". Roland de La Poype, de son côté, surnommait Albert "Bébert". Marcel Albert n'aimait pas trop ce surnom.
Roland de La Poype, également de tempérament blagueur, a même glissé un crocodile empaillé dans le lit de Marcel Albert pour lui causer une belle frayeur, alors qu'ils séjournaient à l'hôtel à Wadi Halfa au Soudan égyptien en attendant le départ en URSS.